# Grandmama Addams

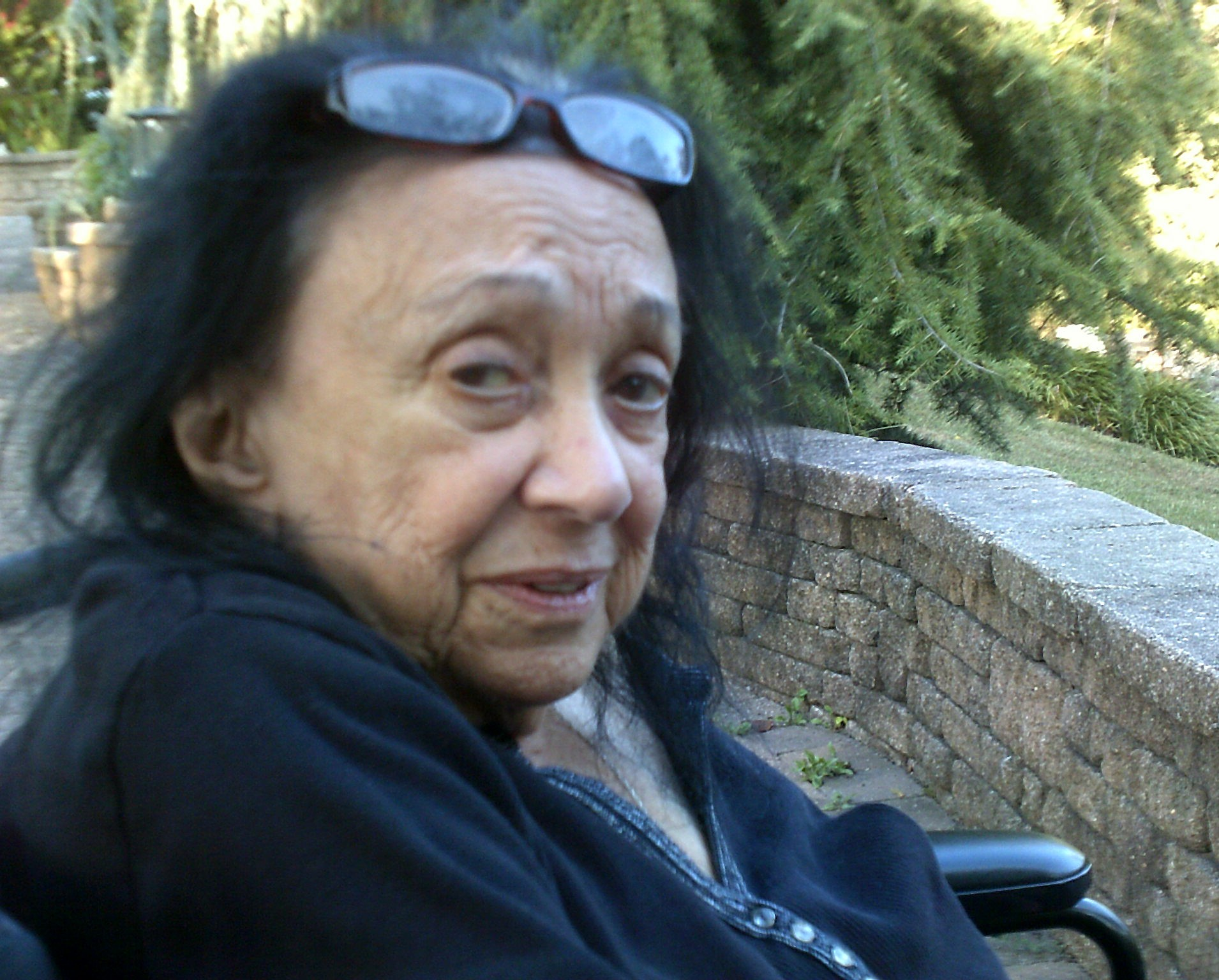
Judith Malina interpretou Grandmama no filme de 1991

Grandmama Addams (em português, Vovó Addams) é uma personagem fictícia de A Família Addams, criada por Charles Addams. Ela é a mãe de Gomez Addams, e a avó de Wandinha Addams e Pugsley Addams na série original (onde a outra avó, a mãe de Morticia, foi "Grandmama Frump" ou Hester Frump) e nos filmes (onde ela era também a mãe de Fester Addams). É retratada nas séries e animações como uma bruxa com gostos excêntricos.
A atriz na parte de Grandmama Addams era Blossom Rock na série original de televisão (1964-1966), Janet Waldo na série animada de 1973, Judith Malina no filme de 1991 A Família Addams, Carol Channing na série animada de 1992, e Carol Kane no filme de 1993 A Família Addams 2. Bette Midler dubla Vovó no filme animado de 2019.
Durante um crossover com Scooby Doo na série The New Scooby-Doo Movies, Vovó Addams foi chamada na versão brasileira por Tia Mamá.